# Genianthus aurantiacus
Genianthus aurantiacus är en oleanderväxtart som först beskrevs av Cheng Yih Wu, Ying Tsiang och P.T. Li, och fick sitt nu gällande namn av J. Klackenberg. Genianthus aurantiacus ingår i släktet Genianthus och familjen oleanderväxter. Inga underarter finns listade i Catalogue of Life.